# Bundestagswahlkreis Freising
Der Bundestagswahlkreis Freising (Wahlkreis 213; bis zur Bundestagswahl 2021 Wahlkreis 214) ist seit 1976 ein Wahlkreis in Bayern. Er umfasst die Landkreise Freising und Pfaffenhofen an der Ilm sowie vom Landkreis Neuburg-Schrobenhausen die Gemeinden Aresing, Berg im Gau, Brunnen, Gachenbach, Langenmosen, Schrobenhausen und Waidhofen. Der Wahlkreis wurde bisher stets von den Direktkandidaten der CSU gewonnen.

## Wahlergebnisse

### Bundestagswahl 2025
Zur Bundestagswahl 2025 am 23. Februar wurden Direktkandidaten und Landeslisten zugelassen.
| Kandidaten                               | Kandidaten                   | Parteien/Listen     | Erststimmen | Erststimmen | Zweitstimmen | Zweitstimmen |
| Kandidaten                               | Kandidaten                   | Parteien/Listen     | Stimmen     | %           | Stimmen      | %            |
| ---------------------------------------- | ---------------------------- | ------------------- | ----------- | ----------- | ------------ | ------------ |
|                                          | Christian Mosergewählt im WK | CSU                 | 88.023      | 43,1        | 78.633       | 38,5         |
|                                          | Andreas Mehltretter          | SPD                 | 23.357      | 11,4        | 20.234       | 9,9          |
|                                          | Leon Eckert                  | GRÜNE               | 25.718      | 12,6        | 23.759       | 11,6         |
|                                          | Vittorino Monti              | FDP                 | 5.803       | 2,8         | 8.898        | 4,4          |
|                                          | Claus Standhammer            | AfD                 | 36.965      | 18,1        | 38.981       | 19,1         |
|                                          | Birgit Weinsteiger-Tauer     | FREIE WÄHLER        | 13.209      | 6,5         | 11.034       | 5,4          |
|                                          | Sebastian Pisot              | Die Linke           | 8.630       | 4,2         | 10.646       | 5,2          |
|                                          | Michael Stangl               | dieBasis            | 2.362       | 1,2         | 948          | 0,5          |
|                                          | –                            | Tierschutzpartei    | –           | –           | 1.657        | 0,8          |
|                                          | –                            | Die PARTEI          | –           | –           | 868          | 0,4          |
|                                          | –                            | ÖDP                 | –           | –           | 1.034        | 0,5          |
|                                          | –                            | BP                  | –           | –           | 367          | 0,2          |
|                                          | –                            | Volt                | –           | –           | 1.193        | 0,6          |
|                                          | –                            | Die Humanisten      | –           | –           | 177          | 0,1          |
|                                          | –                            | MLPD                | –           | –           | 37           | 0,0          |
|                                          | –                            | Bündnis Deutschland | –           | –           | 135          | 0,1          |
|                                          | –                            | BSW                 | –           | –           | 5.829        | 2,9          |
| Gesamt                                   | Gesamt                       | Gesamt              | 204.067     | 100         | 204.430      | 100          |
|                                          |                              |                     |             |             |              |              |
| Ungültige Stimmen                        | Ungültige Stimmen            | Ungültige Stimmen   | 942         | 0,5         | 579          | 0,3          |
| Wähler                                   | Wähler                       | Wähler              | 205.009     | 86,0        | 205.009      | 86,0         |
| Wahlberechtigte                          | Wahlberechtigte              | Wahlberechtigte     | 238.346     |             | 238.346      |              |
|                                          |                              |                     |             |             |              |              |
| Quellen: Die Bundeswahlleiterin, Stimmen |                              |                     |             |             |              |              |

Kursive Direktkandidaten kandidieren nicht für die Landesliste, kursive Parteien sind nicht Teil der Landesliste.

### Bundestagswahl 2021
Zur Bundestagswahl 2021 am 26. September wurden 13 Direktkandidaten und 26 Landeslisten zugelassen.
| Kandidaten                               | Kandidaten                    | Parteien/Listen      | Erststimmen | Erststimmen | Zweitstimmen | Zweitstimmen |
| Kandidaten                               | Kandidaten                    | Parteien/Listen      | Stimmen     | %           | Stimmen      | %            |
| ---------------------------------------- | ----------------------------- | -------------------- | ----------- | ----------- | ------------ | ------------ |
|                                          | Erich Irlstorfergewählt im WK | CSU                  | 69.689      | 36,2        | 62.930       | 32,6         |
|                                          | Andreas Mehltretter           | SPD                  | 25.950      | 13,5        | 29.085       | 15,1         |
|                                          | Johannes Huber                | AfD                  | 18.042      | 9,4         | 17.515       | 9,1          |
|                                          | Eva-Maria Schmidt             | FDP                  | 14.687      | 7,6         | 21.738       | 11,3         |
|                                          | Leon Eckert                   | GRÜNE                | 24.058      | 12,5        | 26.055       | 13,5         |
|                                          | Nicolas-Pano Graßy            | DIE LINKE            | 3.898       | 2,0         | 4.456        | 2,3          |
|                                          | Karl Johann Sebastian Ecker   | FREIE WÄHLER         | 23.223      | 12,0        | 18.779       | 9,7          |
|                                          | Emilia Sophie Kirner          | ÖDP                  | 3.039       | 1,6         | 1.449        | 0,8          |
|                                          | -                             | Tierschutzpartei     | –           | –           | 1.881        | 1,0          |
|                                          | Florian Geisenfelder          | BP                   | 1.678       | 0,9         | 1.068        | 0,6          |
|                                          | Daniel Weigelt                | Die PARTEI           | 2.165       | 1,1         | 1.385        | 0,7          |
|                                          | -                             | PIRATEN              | –           | –           | 554          | 0,3          |
|                                          | –                             | NPD                  | –           | –           | 108          | 0,1          |
|                                          | Magdalena Anna Lippa          | V-Partei³            | 910         | 0,5         | 296          | 0,2          |
|                                          | –                             | Gesundheitsforschung | –           | –           | 218          | 0,1          |
|                                          | -                             | MLPD                 | –           | –           | 19           | 0,0          |
|                                          | –                             | DKP                  | –           | –           | 20           | 0,0          |
|                                          | Karl Eckhard Reineke          | dieBasis             | 4.795       | 2,5         | 3.388        | 1,8          |
|                                          | –                             | Bündnis C            | –           | –           | 86           | 0,0          |
|                                          | –                             | III. Weg             | –           | –           | 106          | 0,1          |
|                                          | -                             | du.                  | –           | –           | 88           | 0,0          |
|                                          | -                             | LKR                  | –           | –           | 51           | 0,0          |
|                                          | -                             | Die Humanisten       | –           | –           | 185          | 0,1          |
|                                          | –                             | Team Todenhöfer      | –           | –           | 781          | 0,4          |
|                                          | -                             | UNABHÄNGIGE          | –           | –           | 335          | 0,2          |
|                                          | Hans Horst Boljahn            | Volt                 | 631         | 0,3         | 543          | 0,3          |
| Gesamt                                   | Gesamt                        | Gesamt               | 192.765     | 100         | 193.119      | 100          |
|                                          |                               |                      |             |             |              |              |
| Ungültige Stimmen                        | Ungültige Stimmen             | Ungültige Stimmen    | 1.237       | 0,6         | 883          | 0,5          |
| Wähler                                   | Wähler                        | Wähler               | 194.002     | 81,8        | 194.002      | 81,8         |
| Wahlberechtigte                          | Wahlberechtigte               | Wahlberechtigte      | 237.250     |             | 237.250      |              |
|                                          |                               |                      |             |             |              |              |
| Quellen: Die Bundeswahlleiterin, Stimmen |                               |                      |             |             |              |              |

Kursive Direktkandidaten kandidieren nicht für die Landesliste, kursive Parteien sind nicht Teil der Landesliste.

### Bundestagswahl 2017
Zur Bundestagswahl 2017 am 24. September wurden 9 Direktkandidaten und 21 Landeslisten zugelassen.
| Direktkandidat      | Partei               | Erststimmen in % | Zweitstimmen in % |
| ------------------- | -------------------- | ---------------- | ----------------- |
| Erich Irlstorfer    | CSU                  | 43,0             | 39,7              |
| Andreas Mehltretter | SPD                  | 13,5             | 12,4              |
| Kerstin Schnapp     | GRÜNE                | 09,4             | 09,7              |
| Thomas Neudert      | FDP                  | 07,2             | 10,4              |
| Johannes Huber      | AfD                  | 12,5             | 13,6              |
| Guido Hoyer         | LINKE                | 05,0             | 05,1              |
| Robert Weller       | FREIE WÄHLER         | 06,4             | 03,8              |
| –                   | PIRATEN              | 0–               | 00,4              |
| Reinhold Reck       | ÖDP                  | 01,8             | 01,0              |
| Robert Prado Diaz   | BP                   | 01,2             | 01,1              |
| –                   | NPD                  | 0–               | 00,3              |
| –                   | Tierschutzpartei     | 0–               | 01,0              |
| –                   | MLPD                 | 0–               | 00,0              |
| –                   | Büso                 | 0–               | 00,0              |
| –                   | BGE                  | 0–               | 00,1              |
| –                   | DiB                  | 0–               | 00,2              |
| –                   | DKP                  | 0–               | 00,0              |
| –                   | DM                   | 0–               | 00,2              |
| –                   | Die PARTEI           | 0–               | 00,8              |
| –                   | Gesundheitsforschung | 0–               | 00,1              |
| –                   | V-Partei³            | 0–               | 00,2              |

### Bundestagswahl 2013
| Direktkandidat              | Partei       | Erststimmen in % | Zweitstimmen in % |
| --------------------------- | ------------ | ---------------- | ----------------- |
| Erich Irlstorfer            | CSU          | 52,9             | 51,0              |
| Florian Simbeck             | SPD          | 17,6             | 16,3              |
| Jens Barschdorf             | FDP          | 02,5             | 04,7              |
| Michael Stanglmaier         | GRÜNE        | 11,8             | 09,3              |
| Thomas Schwarz              | Die Linke    | 02,9             | 03,2              |
| Sebastian Kanschat          | PIRATEN      | 02,3             | 02,0              |
| –                           | NPD          | 0–               | 00,8              |
| Reinhold Reck               | ÖDP          | 01,7             | 01,2              |
| Marie-Madeleine von Kienlin | AfD          | 03,8             | 04,8              |
| Hinrich Groeneveld          | Freie Wähler | 04,6             | 03,7              |
|                             | Sonstige     | 0–               | 02,8              |

### Bundestagswahl 2009
| Direktkandidat      | Partei                | Erststimmen in % | Zweitstimmen in % | Differenz Zweitstimmen zu 2005 in % |
| ------------------- | --------------------- | ---------------- | ----------------- | ----------------------------------- |
| Franz Obermeier     | CSU                   | 46,90            | 44,67             | −5,12                               |
| Franz Niedermayr    | FDP                   | 13,36            | 14,69             | +4,51                               |
| Uwe Dörnhöfer       | SPD                   | 14,07            | 13,39             | −8,92                               |
| Michael Stanglmaier | Bündnis 90/Die Grünen | 17,23            | 12,40             | +4,23                               |
| Guido Hoyer         | Die Linke             | 05,59            | 05,47             | +2,33                               |
| –                   | PIRATEN               | 0–               | 02,41             | +2,41                               |
| –                   | ödp                   | 0−               | 01,28             | +1,28                               |
| Christian Götz      | NPD                   | 01,74            | 01,22             | +0,14                               |
| Peter Dörken        | RRP                   | 01,12            | 01,06             | +1,06                               |
| –                   | BP                    | 0–               | 00,94             | +0,08                               |
| –                   | FAMILIE               | 0–               | 00,69             | +0,03                               |
| –                   | Die Tierschutzpartei  | 0–               | 00,66             | +0,66                               |
| –                   | REP                   | 0–               | 00,60             | −0,21                               |
| –                   | Die Violetten         | 0–               | 00,22             | +0,22                               |
| –                   | PBC                   | 0–               | 00,11             | +0,03                               |
| –                   | CM                    | 0–               | 00,08             | +0,08                               |
| –                   | DVU                   | 0–               | 00,04             | +0,04                               |
| –                   | BüSo                  | 0–               | 00,03             | −0,02                               |
| –                   | MLPD                  | 0–               | 00,02             | −0,02                               |
| –                   | GRAUE                 | 0–               | 0–                | −0,30                               |
| –                   | DIE FRAUEN            | 0–               | 0–                | −0,24                               |

### Bundestagswahl 2005
Die Bundestagswahl 2005 hatte folgendes Ergebnis:
| Direktkandidat  | Partei                | Erststimmen in % | Zweitstimmen in % | Bundestagswahl 2002 Zweitstimmen in % |
| --------------- | --------------------- | ---------------- | ----------------- | ------------------------------------- |
| Franz Obermeier | CSU                   | 56,5             | 52,0              | 63,0                                  |
| Sonja Gaul      | SPD                   | 23,4             | 22,3              | 22,0                                  |
| Roland Dörfler  | Bündnis 90/Die Grünen | 07,8             | 08,2              | 07,6                                  |
| Ingo Stiefler   | FDP                   | 05,6             | 10,2              | 04,6                                  |
| –               | REP                   | 0–               | 00,8              | 00,5                                  |
| Guido Hoyer     | Die Linke             | 02,9             | 03,1              | 00,7                                  |
| Stefan Grebe    | NPD                   | 01,4             | 01,1              | 00,2                                  |
| –               | PBC                   | 0–               | 00,1              | 00,1                                  |
| Josef Schwaiger | BP                    | 02,4             | 00,9              | 00,1                                  |
| –               | DIE FRAUEN            | 0–               | 00,2              | 00,1                                  |
| –               | GRAUE                 | 0–               | 00,3              | 00,1                                  |
| –               | BüSo                  | 0–               | 00,1              | 00,0                                  |
| –               | FAMILIE               | 0–               | 00,7              | 0–                                    |
| –               | MLPD                  | 0–               | 00,0              | 0–                                    |
| –               | Die Tierschutzpartei  | 0–               | 0–                | 00,3                                  |
| –               | Offensive D           | 0–               | 0–                | 00,2                                  |
| –               | CM                    | 0–               | 0–                | 00,0                                  |

### Bundestagswahl 2002
|                 | Erststimmen |         | Zweitstimmen |         |
| --------------- | ----------- | ------- | ------------ | ------- |
| Wahlberechtigte | 245.476     | 100,0 % | 245.476      | 100,0 % |
| Wähler          | 203.047     | 82,7 %  | 203.047      | 82,7 %  |
| Ungültige       | 003.104     | 1,5 %   | 001.113      | 0,5 %   |
| Gültige Stimmen | 199.943     | 98,5 %  | 201.934      | 99,5 %  |

| Direktkandidat      | Partei                | Erststimmen in % | Zweitstimmen in % | Bundestagswahl 1998 Zweitstimmen in % |
| ------------------- | --------------------- | ---------------- | ----------------- | ------------------------------------- |
| Franz Obermeier     | CSU                   | 62,65            | 63,34             | 51,47                                 |
| Peter Warlimont     | SPD                   | 22,90            | 21,71             | 19,98                                 |
| Wilhelm Reim        | Bündnis 90/Die Grünen | 06,22            | 07,42             | 05,77                                 |
| Dorothea Saalmüller | FDP                   | 05,54            | 04,51             | 04,94                                 |
| Jens Beckmann       | PDS                   | 00,95            | 00,69             | 00,71                                 |
| –                   | REP                   | 0–               | 00,65             | 03,00                                 |
| Jörg Kästl          | ödp                   | 01,74            | 00,53             | 01,02                                 |
| –                   | Die Tierschutzpartei  | 0–               | 00,30             | 00,37                                 |
| –                   | Schill                | 0–               | 00,2              | 0–                                    |
| –                   | NPD                   | 0–               | 00,15             | 00,11                                 |
| –                   | BP                    | 0–               | 00,14             | 00,56                                 |
| –                   | DIE FRAUEN            | 0–               | 00,10             | 00,06                                 |
| –                   | GRAUE                 | 0–               | 00,08             | 00,29                                 |
| –                   | PBC                   | 0–               | 00,08             | 00,07                                 |
| –                   | CM                    | 0–               | 00,04             | 00,06                                 |
| –                   | AUFBRUCH              | 0–               | 00,04             | 0–                                    |
| –                   | BüSo                  | 0–               | 00,01             | 0,2                                   |
| –                   | BFB                   | 0–               | 0–                | 00,48                                 |
| –                   | DVU                   | 0–               | 0–                | 00,48                                 |
| –                   | ProDM                 | 0–               | 0–                | 00,39                                 |
| –                   | NATURGESETZ           | 0–               | 0–                | 00,07                                 |
| –                   | CHANCE2000            | 0–               | 0–                | 00,03                                 |
| –                   | MLPD                  | 0–               | 0–                | 00,01                                 |

## Wahlkreissieger seit 1976
| Wahl | Name             | Partei |
| ---- | ---------------- | ------ |
| 1976 | Albert Probst    | CSU    |
| 1980 | Albert Probst    | CSU    |
| 1983 | Albert Probst    | CSU    |
| 1987 | Albert Probst    | CSU    |
| 1990 | Albert Probst    | CSU    |
| 1994 | Albert Probst    | CSU    |
| 1998 | Franz Obermeier  | CSU    |
| 2002 | Franz Obermeier  | CSU    |
| 2005 | Franz Obermeier  | CSU    |
| 2009 | Franz Obermeier  | CSU    |
| 2013 | Erich Irlstorfer | CSU    |
| 2017 | Erich Irlstorfer | CSU    |
| 2021 | Erich Irlstorfer | CSU    |

## Wahlkreisgeschichte
Der Wahlkreis wurde zur Bundestagswahl 1976 aus Teilen der Wahlkreise München-Land und Ingolstadt neu gebildet.
| Wahl      | Wahlkreisname | Gebiet |
| --------- | ------------- | --- |
| 1976      | 201 Freising  | Landkreis Freising, Landkreis Pfaffenhofen an der Ilm, vom Landkreis München die Gemeinden Aschheim, Dornach, Feldkirchen, Garching bei München, Grasbrunn, Haar, Harthausen, Heimstetten, Hohenbrunn, Ismaning, Kirchheim bei München, Oberschleißheim, Putzbrunn, Unterföhring und Unterschleißheim |
| 1980–1994 | 200 Freising  | Landkreis Freising, Landkreis Pfaffenhofen an der Ilm, Landkreis Erding |
| 1998      | 200 Freising  | Landkreis Freising, Landkreis Pfaffenhofen an der Ilm, vom Landkreis Erding die Gemeinden Bockhorn, Dorfen, Erding, Fraunberg, Isen, Lengdorf, Sankt Wolfgang und Taufkirchen sowie die Verwaltungsgemeinschaften Steinkirchen und Wartenberg                                                         |
| 2002      | 216 Freising  | Landkreis Freising, Landkreis Pfaffenhofen an der Ilm, vom Landkreis Erding die Gemeinden Bockhorn, Dorfen, Erding, Fraunberg und Taufkirchen sowie die Verwaltungsgemeinschaften Steinkirchen und Wartenberg                                                                                         |
| 2005      | 216 Freising  | Landkreis Freising, Landkreis Pfaffenhofen an der Ilm |
| 2009      | 215 Freising  | Landkreis Freising, Landkreis Pfaffenhofen an der Ilm |
| 2013      | 215 Freising  | Landkreis Freising, Landkreis Pfaffenhofen an der Ilm, vom Landkreis Dachau die Gemeinde Petershausen und vom Landkreis Neuburg-Schrobenhausen die Gemeinde Aresing |
| 2017–2021 | 214 Freising  | Landkreis Freising, Landkreis Pfaffenhofen an der Ilm, vom Landkreis Neuburg-Schrobenhausen die Gemeinden Aresing, Berg im Gau, Brunnen, Gachenbach, Langenmosen, Schrobenhausen und Waidhofen |
| 2025–     | 213 Freising  | Landkreis Freising, Landkreis Pfaffenhofen an der Ilm, vom Landkreis Neuburg-Schrobenhausen die Gemeinden Aresing, Berg im Gau, Brunnen, Gachenbach, Langenmosen, Schrobenhausen und Waidhofen |